# 中野区立総合体育館
中野区立総合体育館（なかのくりつ そうごうたいいくかん）は、東京都中野区新井の平和の森公園内に所在する屋内スポーツ施設である。
本項目では本体育館の前身とも言える1970年に竣工し、2020年9月に閉館した中野体育館についても解説する。

## 概要
中野区立平和の森公園内に2020年10月に完成した総合体育館。
開館から2023年3月31日までは、中野に本社を置くキリンビバレッジとのネーミングライツ契約により「キリンレモンスポーツセンター」の名称が使用されていた。

## 施設概要
（出典：）
1F
- メインアリーナ　1750平方メートル　天井高17メートル
- 観客席1F：120席、2F：684席、車いす席16席
- 多目的室1 300平方メートル
- 会議室1　28平方メートル
- 会議室2　96平方メートル
- 男子更衣室
- 女子更衣室
- だれでも更衣室
- カフェ
- キッズスペース
- 平和資料展示室

2F
- サブアリーナ 800平方メートル　天井高12.5メートル
- 武道場1　256平方メートル
- 武道場2　256平方メートル
- 男子更衣室
- 女子更衣室
- 多目的室2　96平方メートル

3F
- トレーニングルーム（クライミングウォール併設）300平方メートル
- テラス

B1F
- 駐輪場 約260台

屋外
- 駐車場
- 多目的運動広場

## 中野体育館

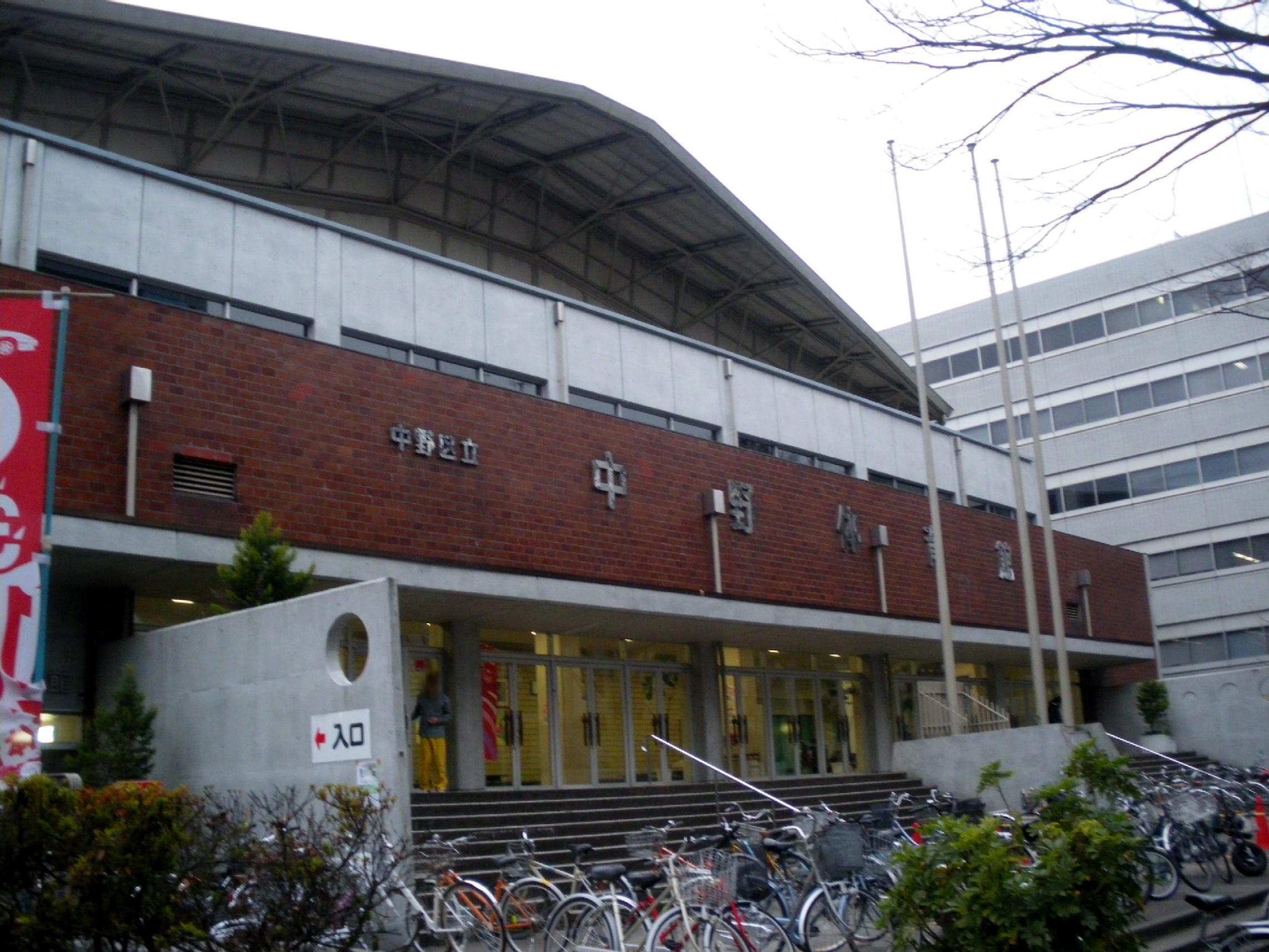
中野体育館(2009年撮影)

中野区立中野体育館（なかのくりつ なかのたいいくかん）、かつて東京都中野区中野四丁目11番13号に所在した屋内スポーツ施設である。
1970年の竣工。中野区は昔からスポーツを行える施設は少なく、学校開放などに依存してきた。中でも全区的なイベントができる中央体育館の役割はずっと中野体育館が担ってきた。普段でも同体育館は需要は高く、平日も利用者が多いほか、土日祝日は大会などで多く埋まっていた。駐輪場なども満車の状態が続いた。築50年近くが経ち施設も老朽化したため、区は近隣の平和の森公園内に体育館を新設し、需要に応えようとしたのが中野区立総合体育館である。中野体育館は2020年9月に閉館し、同年12月より解体。跡地には新しい中野区役所の庁舎が建設され、2024年に完成した。

### 施設概要
（出典：）
- メインアリーナ　約1400平方メートル
- 卓球場 約253平方メートル
- 柔道場・剣道場 約187平方メートル
- トレーニングルーム約 121平方メートル
- 第1会議室 約72平方メートル
- 第2会議室 約20平方メートル
- 駐車場・駐輪場 約587平方メートル

## 交通アクセス
平和の森公園に準ずる。
- 西武新宿線沼袋駅南口から徒歩5分
- JR・東京メトロ中野駅北口から徒歩17分
- 中野駅より京王バス(中91系統　土日祝日のみ)「中野区立総合体育館」下車徒歩1分